# Biskek
Biskek, también conocida como Bishkek (en kirguís: Бишкек, transliterado como Bishkek o Biškek) es la capital y la ciudad más poblada de Kirguistán; también es el centro administrativo de la provincia de Chuy que rodea a la ciudad, a pesar de que no es parte de la provincia. Se cree que su nombre deriva de una palabra kirguís para una batidora usada para fermentar la leche de yegua, la bebida nacional del país.[cita requerida]
Está situada en el valle del río Chu, en el curso de los ríos Alaarcha y Alamedín, al pie de los Montes Kirguises, a pocos kilómetros de Kazajistán. Su altitud es de 800 m sobre el nivel del mar. Según el censo nacional de 1999 tenía una población de 762.308 habitantes y para el 2012 se estima que tiene una población de unos 875.000 habitantes, la cual incluye una históricamente importante minoría rusa de un 30% de la población (que no obstante comenzó a decrecer porcentualmente después de la desintegración de la Unión Soviética, cuando en 1970 representaba más del 66%).
A mediados del siglo XIX, el kan uzbeko de Kokand (actual Quqon) construyó una fortaleza en el lugar sobre el que se asienta la ciudad. La plaza fuerte fue conquistada por los rusos en 1862, quienes llamaron Pishpek a la ciudad y a la comunidad que la rodeaba, una derivación del nombre original Bishkek. 
Entre 1926 y 1991, tuvo el nombre de Frunze (del ruso: Фрунзе), en honor del líder revolucionario y general del Ejército Rojo, Mijaíl Frunze, quien había nacido en la ciudad. A comienzos de 1991, el Parlamento kirguiz volvió a cambiar el nombre de la ciudad por el de Biskek, poco antes de la declaración de independencia del país.

## Historia

### Orígenes
Los arqueólogos han encontrado yacimientos neolíticos cerca de la ciudad por lo que las primeras civilizaciones que se instalaron en la zona lo hicieron en esa época. Las hordas mongolas derrotaron a la civilización que estaba establecida en la región desde el siglo X. La región fue conquistada a finales del siglo XVIII por el kanato uzbeko de Kokand que estableció en 1825 una fortaleza en el lugar. Se encontraba en la célebre Ruta de la Seda, en el tramo que unía Taskent con Almaty.

### Conquista rusa
La fortaleza fue capturada y arrasada por las tropas de la Rusia zarista en 1862. Los nuevos colonos rusos erigieron una nueva fortaleza junto a las ruinas de la anterior y en 1878 fundaron una ciudad en el emplazamiento de la antigua fortaleza, denominada Pispek, (del ruso: Пишпек). Pronto se convirtió en una ciudad de corte europeo y la población creció vertiginosamente, convirtiéndose en el centro administrativo del distrito en el que se encontraba.
En 1924, fue designada capital del óblast autónomo kirguís. Al año siguiente consiguió el rango de capital de la recién creada República Socialista Soviética Autónoma de Kirguistán y en 1936 se convirtió en la capital de la República Socialista Soviética de Kirguistán, dentro de la URSS. Fue rebautizada en 1928 por el régimen soviético con el nombre de Frunze, en honor del líder revolucionario y general del Ejército Rojo Mijaíl Frunze, quien había nacido en la ciudad en 1885, y que había realizado importantes actuaciones en las revoluciones rusas de 1905 y de 1917, así como en la guerra civil rusa de comienzos de los años 1920.
Con el advenimiento del régimen soviético comenzó a desarrollarse la industria de la ciudad, que en un primer momento se dedicaba a la fabricación de componentes eléctricos. Durante la Segunda Guerra Mundial, muchas factorías se asentaron en Biskek convirtiéndose en uno de los principales centros industriales del país.

### Independencia de Kirguistán
En junio de 1990 se declaró el estado de emergencia después de que varias revueltas en el sur del país amenazaran con extenderse a la ciudad. En 1991 recuperó el nombre de Biskek, cuando fue proclamada la independencia de la República de Kirguistán, país del que fue declarada capital.
Posteriormente la ciudad se fue modernizando rápidamente, con muchos restaurantes y cafés y coches europeos y japoneses de segunda mano, así como minibuses recorriendo sus calles. Al mismo tiempo, Biskek aún conserva su apariencia soviética, con los edificios y jardines construidos durante la época de dominio soviético prevaleciendo sobre las nuevas construcciones. En la actualidad la ciudad se encuentra desarrollada con forma de cuadrícula y posee tanto edificios de nueva construcción como los típicos Jrushchovkas soviéticos, además en casi todas sus calles hay árboles que proporcionan sombra en los calurosos días de verano así como numerosas fuentes, dispone también de un sistema de alcantarillado y riego bastante bueno.

## Geografía

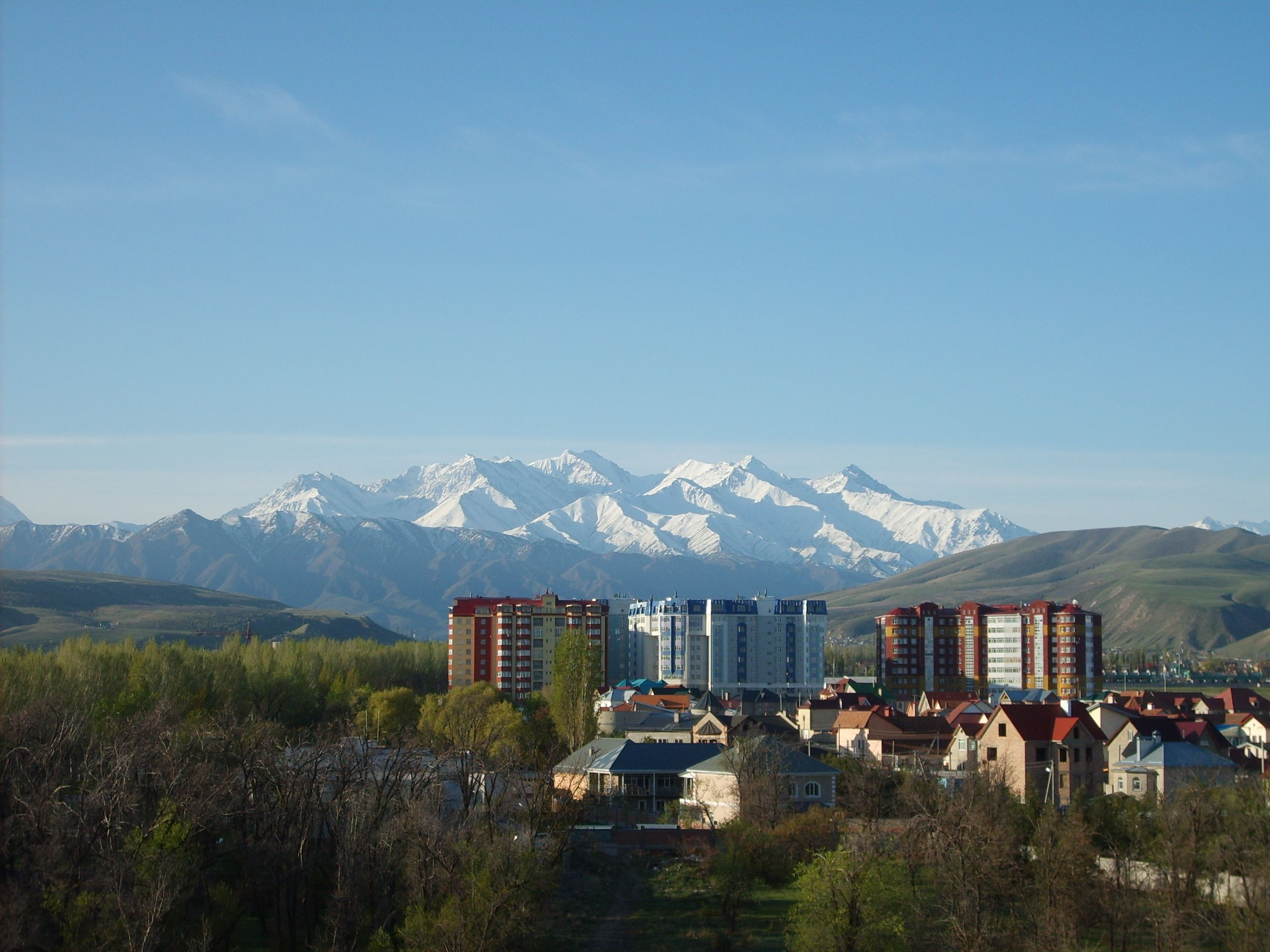
Vista general de Biskek.

Biskek se encuentra situada a una altitud de 800 m. sobre el nivel del mar en el extremo norte de las montañas de Kirguistán, la parte occidental de la cordillera de Tian Shan. En el noroeste de la ciudad comienza el ondulado paisaje de la estepa característico de Kazajistán. Aunque la ciudad es relativamente joven, la zona que rodea tiene algunos sitios de interés que datan de la prehistoria, el período greco-budista, el período de influencia nestoriana, la era de los kanatos del Asia Central y el período soviético.
La parte central de la ciudad está construida fundamentalmente en una planificación en forma de rejilla rectangular. La calle principal de la ciudad es la avenida Chui (Chuy Prospekti) en el eje este-oeste, nombrado por el río principal de la región. En la era soviética, se llamaba avenida Lenin. En esta zona se encuentran muchos de los edificios más importantes del gobierno, las universidades o la Academia de Ciencias. La sección más occidental de la avenida se conoce como avenida Deng Xiaoping.
El principal eje norte-sur es la calle Yusup Abdrakhmanov, comúnmente conocida por su antiguo nombre, calle Sovietskaya. Sus secciones norte y sur se llaman, respectivamente, calle Yelebesov y Baityk Batyr, donde existen varios centros comerciales y en el norte que da acceso al bazar Dordoi. El bulevar Erkindik ("Libertad") discurre de norte a sur, desde la estación de ferrocarril principal (Bishkek II) al sur de la avenida Chui hacia el barrio de los museos y parque de esculturas al norte de Chui, y más al norte, hacia el Ministerio de Relaciones Exteriores. En el pasado, fue llamado bulevar Dzerzhinsky —nombre de revolucionario comunista, Felix Dzerzhinsky— y su continuación del norte todavía se llama calle Dzerzhinsky. Una calle importante que discurre de este a oeste es la calle Jibek Jolu ('Ruta de la Seda'), paralela a la avenida Chui unos kilómetros al norte de la misma, y es parte de la principal carretera este-oeste de la provincia de Chui.
El río Chu fluye al norte de la ciudad y lleva el nombre del distrito administrativo que rodea Biskek. En Biskek, discurren los afluentes del río Chu, Ala Artscha y Alamedin. En dirección este-oeste se encuentra el "Gran canal del río Chu" (Большой Чуйский Канал). El parque nacional Ala-Artscha, está a sólo 45 minutos en coche de Biskek, se encuentra a unos 40 km al sur de la ciudad en las montañas de Kirguistán. El parque ofrece un impresionante paisaje de montañas alpinas y buenas rutas para el senderismo.

### Clima
Las condiciones climáticas de Biskek son realmente extremas, con un clima húmedo continental (clasificación climática de Köppen, Dsa). La duración mensual máxima de sol en julio es de 332 horas, mientras que la duración mensual más baja es en diciembre con 114 horas. La temperatura media del aire es de 10,2 °C. El mes más frío es enero (-4,7 °C de media) y el más cálido julio (24,5 °C de media). El promedio mensual de humedad relativa es del 44% en junio y julio y del 74% en marzo, la media anual es del 60%.
| Parámetros climáticos promedio de Biskek (1991-2020) | Parámetros climáticos promedio de Biskek (1991-2020) | Parámetros climáticos promedio de Biskek (1991-2020) | Parámetros climáticos promedio de Biskek (1991-2020) | Parámetros climáticos promedio de Biskek (1991-2020) | Parámetros climáticos promedio de Biskek (1991-2020) | Parámetros climáticos promedio de Biskek (1991-2020) | Parámetros climáticos promedio de Biskek (1991-2020) | Parámetros climáticos promedio de Biskek (1991-2020) | Parámetros climáticos promedio de Biskek (1991-2020) | Parámetros climáticos promedio de Biskek (1991-2020) | Parámetros climáticos promedio de Biskek (1991-2020) | Parámetros climáticos promedio de Biskek (1991-2020) | Parámetros climáticos promedio de Biskek (1991-2020) |
| Mes                                                  | Ene.                                                 | Feb.                                                 | Mar.                                                 | Abr.                                                 | May.                                                 | Jun.                                                 | Jul.                                                 | Ago.                                                 | Sep.                                                 | Oct.                                                 | Nov.                                                 | Dic.                                                 | Anual                                                |
| ---------------------------------------------------- | ---------------------------------------------------- | ---------------------------------------------------- | ---------------------------------------------------- | ---------------------------------------------------- | ---------------------------------------------------- | ---------------------------------------------------- | ---------------------------------------------------- | ---------------------------------------------------- | ---------------------------------------------------- | ---------------------------------------------------- | ---------------------------------------------------- | ---------------------------------------------------- | ---------------------------------------------------- |
| Temp. máx. abs. (°C)                                 | 20.0                                                 | 25.4                                                 | 30.5                                                 | 34.7                                                 | 36.7                                                 | 40.9                                                 | 42.1                                                 | 39.7                                                 | 37.1                                                 | 34.2                                                 | 29.8                                                 | 23.3                                                 | 42.1                                                 |
| Temp. máx. media (°C)                                | 2.9                                                  | 5.1                                                  | 12.1                                                 | 18.7                                                 | 24.1                                                 | 29.5                                                 | 32.4                                                 | 31.4                                                 | 25.6                                                 | 18.5                                                 | 10.3                                                 | 4.6                                                  | 17.9                                                 |
| Temp. media (°C)                                     | -2.7                                                 | -0.5                                                 | 6.2                                                  | 12.8                                                 | 17.8                                                 | 22.9                                                 | 25.5                                                 | 24.2                                                 | 18.7                                                 | 11.6                                                 | 4.2                                                  | -1.1                                                 | 11.6                                                 |
| Temp. mín. media (°C)                                | -7.1                                                 | -4.9                                                 | 1.0                                                  | 6.9                                                  | 11.2                                                 | 16.1                                                 | 18.4                                                 | 16.9                                                 | 11.7                                                 | 5.6                                                  | -0.5                                                 | -5.2                                                 | 5.8                                                  |
| Temp. mín. abs. (°C)                                 | -31.9                                                | -34.0                                                | -21.8                                                | -12.3                                                | -4.0                                                 | 3.9                                                  | 7.4                                                  | 5.1                                                  | -2.8                                                 | -11.2                                                | -32.2                                                | -29.1                                                | -34.0                                                |
| Precipitación total (mm)                             | 28                                                   | 37                                                   | 51                                                   | 75                                                   | 60                                                   | 34                                                   | 19                                                   | 15                                                   | 19                                                   | 37                                                   | 44                                                   | 37                                                   | 456                                                  |
| Nevadas (cm)                                         | 5                                                    | 3                                                    | 1                                                    | 0                                                    | 0                                                    | 0                                                    | 0                                                    | 0                                                    | 0                                                    | 0                                                    | 1                                                    | 3                                                    | 13                                                   |
| Días de lluvias (≥ 1 mm)                             | 3                                                    | 5                                                    | 9                                                    | 12                                                   | 13                                                   | 10                                                   | 10                                                   | 6                                                    | 6                                                    | 8                                                    | 7                                                    | 4                                                    | 93                                                   |
| Días de nevadas (≥ 1 mm)                             | 9                                                    | 9                                                    | 5                                                    | 2                                                    | 0.3                                                  | 0                                                    | 0                                                    | 0                                                    | 0                                                    | 1                                                    | 4                                                    | 7                                                    | 37.3                                                 |
| Horas de sol                                         | 137                                                  | 128                                                  | 153                                                  | 194                                                  | 261                                                  | 306                                                  | 332                                                  | 317                                                  | 264                                                  | 196                                                  | 144                                                  | 114                                                  | 2546                                                 |
| Humedad relativa (%)                                 | 75                                                   | 75                                                   | 71                                                   | 63                                                   | 60                                                   | 50                                                   | 46                                                   | 45                                                   | 48                                                   | 62                                                   | 70                                                   | 75                                                   | 61.7                                                 |
| Fuente n.º 1: Погода и климат                        |                                                      |                                                      |                                                      |                                                      |                                                      |                                                      |                                                      |                                                      |                                                      |                                                      |                                                      |                                                      |                                                      |
| Fuente n.º 2: NOAA (sun, 1961–1990)                  |                                                      |                                                      |                                                      |                                                      |                                                      |                                                      |                                                      |                                                      |                                                      |                                                      |                                                      |                                                      |                                                      |

## Demografía
Hasta finales del siglo XX, la mayoría de la población de Biskek era de origen ruso. La situación demográfica comenzó a cambiar después de la disolución de la Unión Soviética. Según el último censo realizado en la ciudad correspondiente al año 1999 el 52,1% de la población era de Kirguistán, el 33,2% era de Rusia, y el 2,8% de otros orígenes europeos; en la actualidad esos porcentajes han variado y los rusos y europeos representan tan solo en torno al 30% de la población por lo que se mantiene la tendencia descendente existente desde los años 1970 del pasado siglo. Según estimaciones realizadas para 2010 la población total de la ciudad alcanzará 1 000 000 habitantes.
Evolución demográfica de la ciudad de Biskek

### Religión
La mayoría de los habitantes del país son musulmanes sunitas. Sin embargo, la amplia minoría rusa pertenece a la Iglesia ortodoxa rusa. Biskek es la sede de la agrupación Iglesia Evangélica Luterana en la República de Kirguistán, que es una agrupación regional de las Iglesias Evangélicas Luteranas de Rusia, Ucrania, Kazajistán y Asia Central. En 2012 se inauguró la Mezquita Central de Biskek, financiada por Turquía, una de las mezquitas más grandes de Asia Central.

## Economía

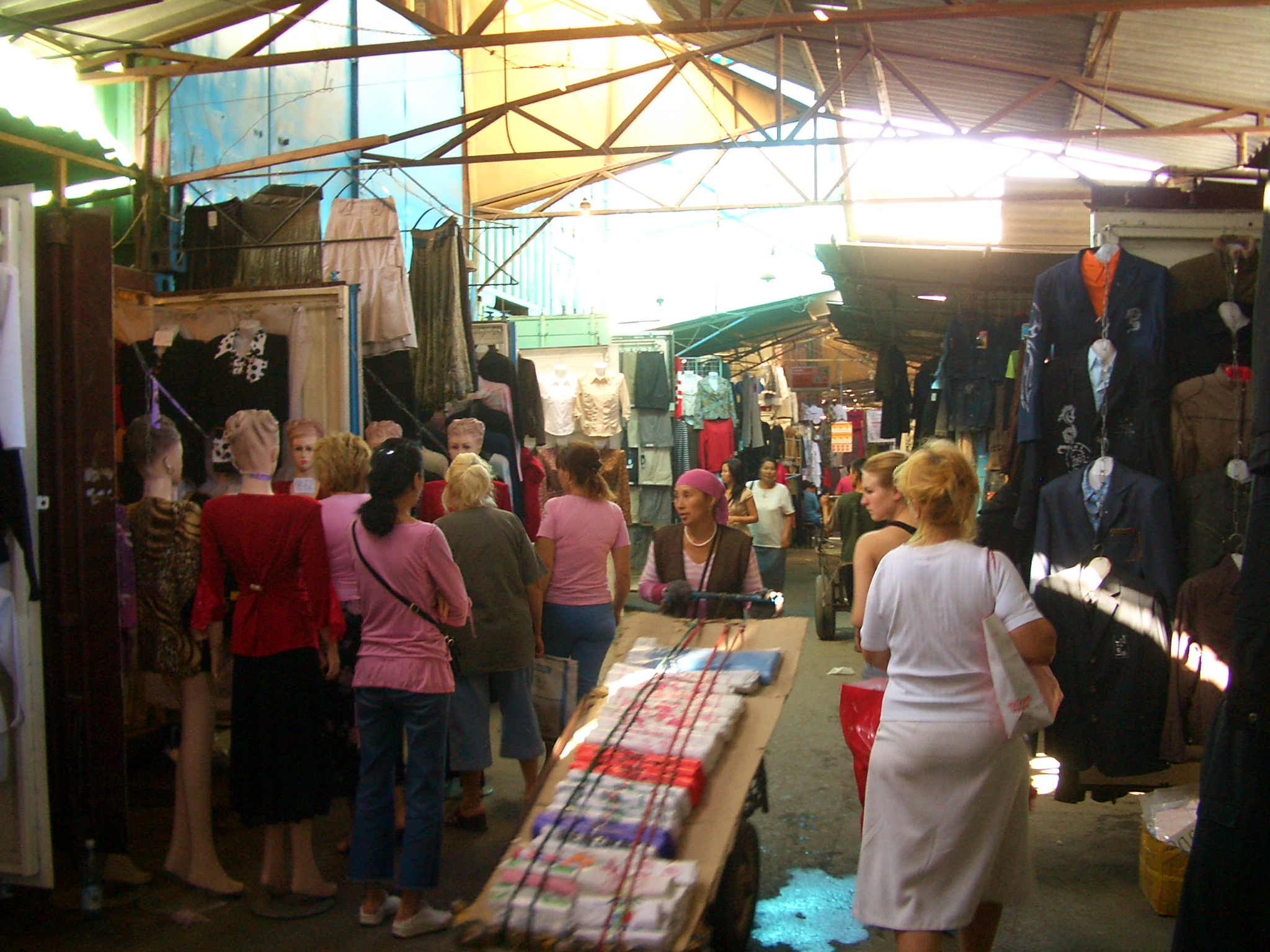
Vista de un puesto del gran Bazar Dordoy.

Las principales fábricas se dedican a la producción de maquinaria para la construcción y la industria metalúrgica, aunque también existen factorías de conservas y transformación de productos alimenticios.
La ciudad es la sede de la Academia de Ciencias de Kirguistán y del Instituto Politécnico de Agricultura. Desde 1957 cuenta con una importante Universidad. Es una ciudad jardín de un trazado geométrico, en cuyas calles destaca el elevado número de árboles, una quinta parte de la superficie de la ciudad está ocupada por zonas verdes. En la ciudad se encuentra además uno de los mayores mercados de todo el país el Bazar Dordoy.

## Deportes
La ciudad es la base de la Federación de Bandy de Kirguistán que es un miembro reconocido de la Federación Internacional de Bandy del COI. Se envió un equipo a los Juegos Asiáticos de Invierno de 2011.

## Gobierno
El gobierno local está administrado por la oficina del alcalde de Biskek. Askarbek Salymbekov fue el alcalde de la ciudad hasta su dimisión en agosto de 2005, siendo sucedido por su concejal Arstanbek Nogoev quien aceptó el cargo de alcalde. Nogoev fue expulsado de su puesto en octubre de 2007 a través de un decreto del presidente Kurmanbek Bakiyev y fue reemplazado por el ejecutivo y antiguo asesor del primer ministro Daniar Usenov. En julio de 2008 el antiguo presidente del ferrocarril de Kirguistán, Nariman Tuleyev, fue nombrado alcalde.

## Educación
Instituciones educativas que se encuentran en Biskek:
| - Universidad Internacional de Kirguistán - Universidad Americana del Centro de Asia - Universidad de Humanidades de Biskek - Academia Médica del Estado Kirguís - Universidad Internacional Ataturk-Alatoo - Universidad Técnica Kirgiz |  | - Universidad Nacional del Estado Kirguís - Universidad Árabe del Estado Kirguís - Universidad Eslava de los Rusos Kirguís - Universidad del Estado Kirguís-Rusa - Universidad MANAS Kirguís-Turca - Universidad Kirguís Uzbeka |

## Transporte

### Servicio público

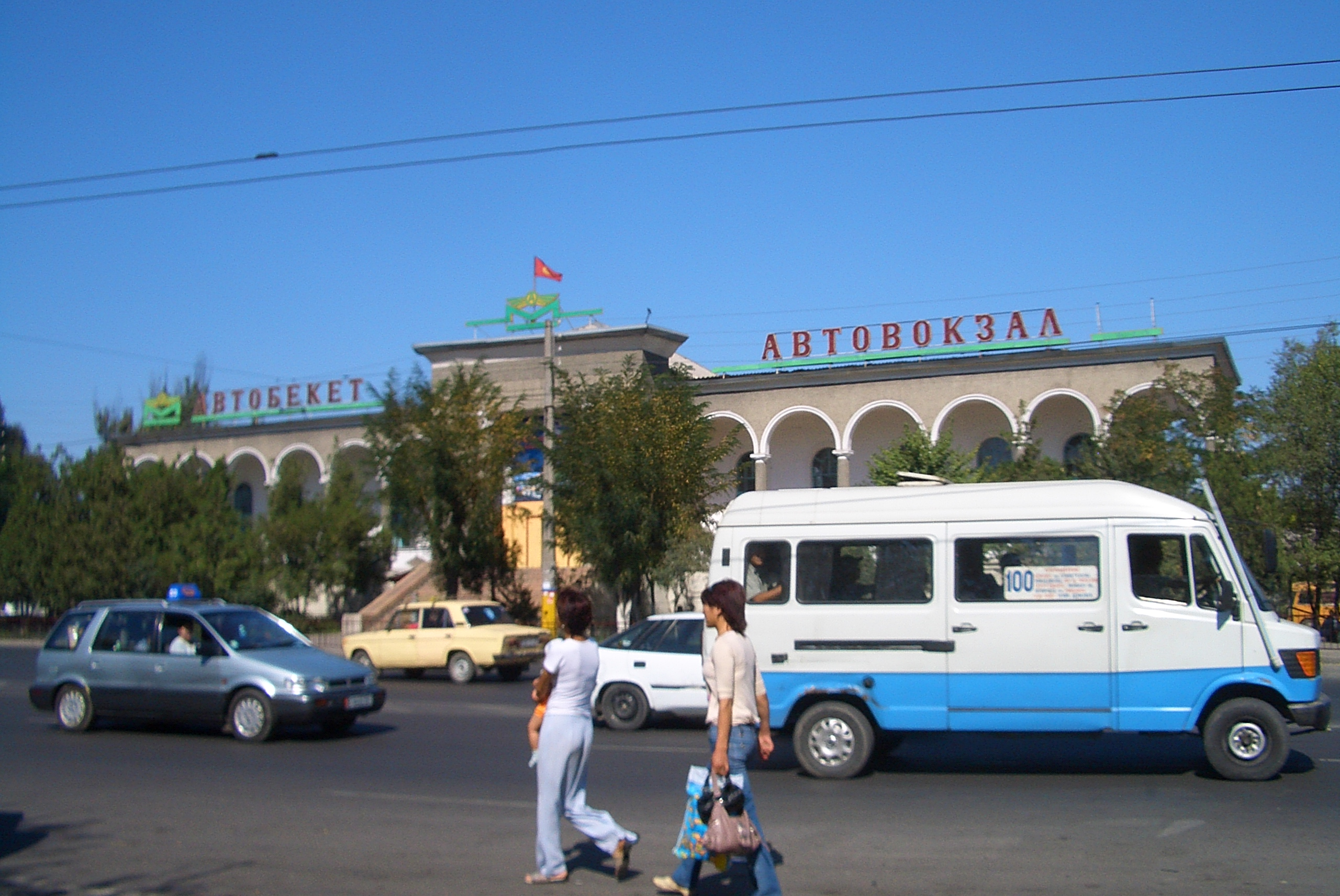
Una típica furgoneta de pasajeros que pasa por la Terminal de Autobuses Oriental de Biskek.

Existe transporte público, que incluye autobuses y furgonetas públicas, conocidas como marshrutkas (en ruso маршрутка).  Los taxis han sido casi sustituidos por los uber. No hay metro en Biskek aunque la ciudad está considerando la posibilidad de diseñar y construir un sistema de metro ligero.

### Autobuses
Existen dos estaciones de autobuses principales en Biskek. La más antigua es la estación de autobuses Oriental, que es principalmente la terminal de minibuses que van a diversos destinos dentro de la ciudad o a los suburbios del Este, como Kant, Tokmok, Kemin, Issyk-Ata o al cruce de la frontera en Korday.
Desde la estación de autobuses Occidental (de mayor tamaño que la anterior) parten la mayoría de los servicios de autobuses y minibuses regulares de larga distancia, los cuales se dirigen a todas las partes del país, así como a Almaty (la ciudad más grande en el vecino Kazajistán) y Kashgar, en China. Sin embargo, una pequeña minoría de ellos parten de la estación oriental. Tanto las terminales Este y Oeste de autobús se encuentran a lo largo de la calle Jibek Jolu.
El Bazar Dordoy, a las afueras del noreste de la ciudad, también contiene improvisadas terminales de microbuses, que se dirigen a suburbios de todas las direcciones (desde Sokuluk en el oeste hasta Tokmok en el este del país). También existen algunas líneas que transportan a comerciantes a Kazajistán y a Siberia.

### Tren

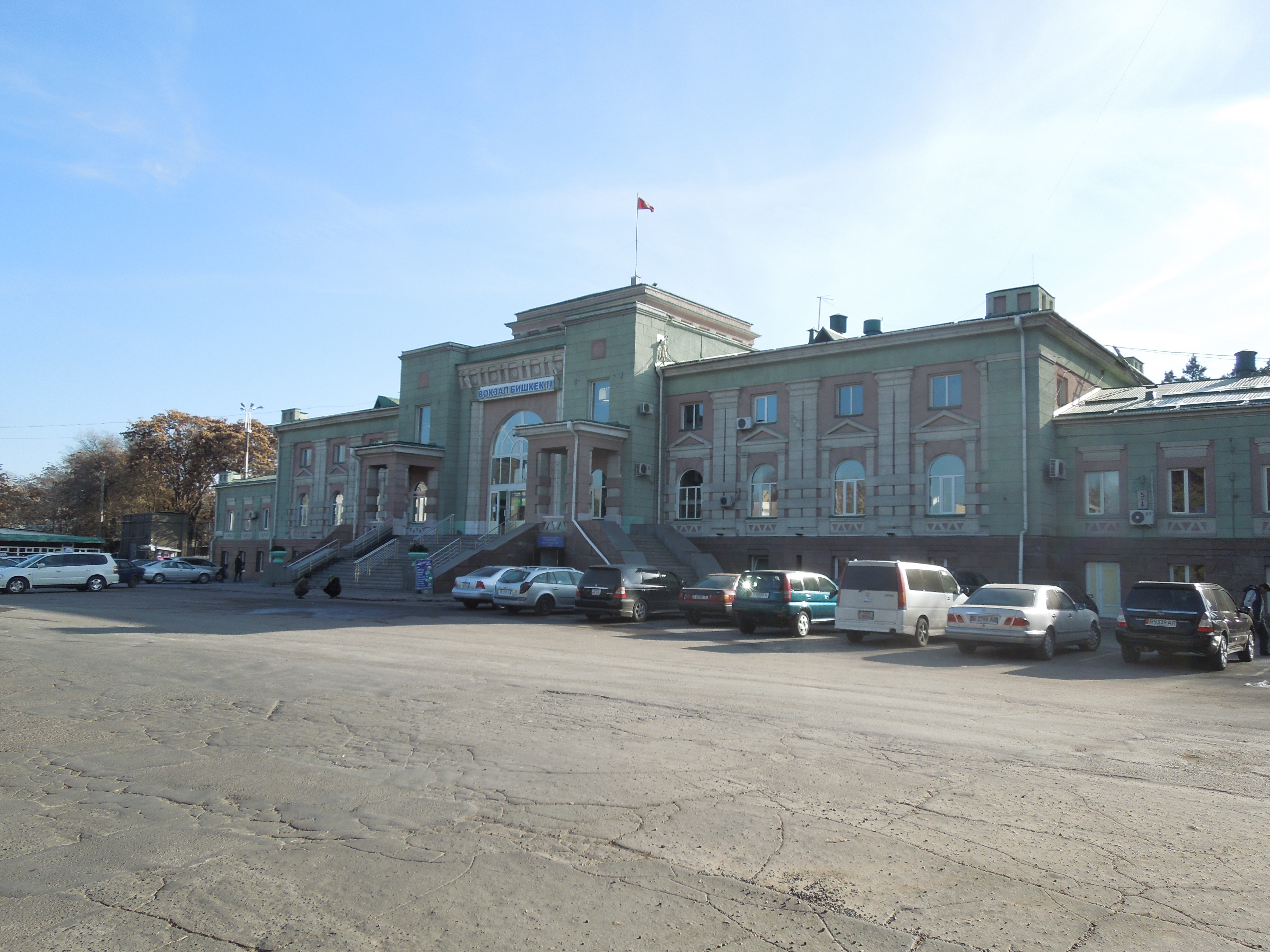
Estación de tren Biskek-2.

Existen dos estaciones de ferrocarril en la ciudad: Bishkek-1 y Bishkek-2. A partir de 2007, la estación de trenes de Biskek sirve unos pocos trenes al día. Ofrece un popular servicio de tres días en tren desde Biskek a Moscú.
Existen trenes de larga distancia que salen hacia Siberia (Novosibirsk y Novokuznetsk), a través de Almaty, a lo largo de la ruta Turksib, y a Ekaterimburgo (Sverdlovsk) en los Urales, a través de Astaná. Estos servicios son especialmente lentos, ya que los trenes primero tienen que ir al oeste durante más de un centenar de kilómetros antes de entrar en la línea principal de Turksib y poder seguir hacia el este o hacia el norte. La ciudad forma parte además del mítico sistema de transporte del Transiberiano. Pese a estos servicios los trenes no son muy populares ya que tardan mucho más tiempo del necesario en realizar sus trayectos.

### Aire
El Aeropuerto Internacional de Manas situado a unos 25 kilómetros al noroeste del centro de la ciudad es el que le da servicio a la propia ciudad así como al resto de la región en la que se encuentra ubicado.

## Personas destacadas
- Talant Dujshebaev (Biskek 1968): exjugador de balonmano soviético de origen kirguís nacionalizado español, considerado el mejor jugador de la historia.
- Mijaíl Frunze (Biskek 1885 - Moscú 1925): dirigente bolchevique durante la Revolución rusa y comandante militar soviético.
- Felix Kulov (Biskek 1948): primer ministro de Kirguistán del 2005 al 2007.
- Ekaterina Annikova (Bishkek 1973): primera mujer cosmonauta de la República Kirguiza, considerada como una heroína.
- Valentina shevchenko (Bishkek 1988): UFC World Flyweight Champion.

## Ciudades hermanadas
Las ciudades hermanadas con Biskek son:
- Ankara - Turquía
- Esmirna - Turquía
- Toronto - Canadá
- Almaty - Kazajistán
- Ürümqi - China